# Kalasaari (ö i Päijänne-Tavastland, Lahtis, lat 61,50, long 25,71)
Kalasaari är en ö i Finland. Den ligger i sjön Ala-Vehkajärvi och i kommunen Sysmä i den ekonomiska regionen  Lahtis ekonomiska region  och landskapet Päijänne-Tavastland, i den södra delen av landet, 150 km norr om huvudstaden Helsingfors. Öns area är 0,9 hektar och dess största längd är 150 meter i nord-sydlig riktning.